# Абдул-Джаббар ібн Ахмад
Абдул-Джаббар ібн Ахмад (عبدالجبار بن أحمد; 935, м. Асадабад, тепер провінція Хамадан, Іран — 1025, м. Рей, тепер провінція Тегеран, Іран) — ісламський богослов, видатний представник мутазилітського каламу, шафіїт. Автор численних творів з каламу, фікгу і природничих наук.

## Життєпис
Жив у Багдаді. В 978 році його покликав буїдський візир Рея, ас-Сахіб ібн 'Аббадо (938—995), прихильник мутазилітів. Абдул-Джаббар був запрошений для викладання фікга, проте незабаром був призначений головним каді провінції, звідки його прізвисько Каді аль-Кудат («суддя всіх суддів»).

На початку 1950-х років були виявлені праці Абдул-Джаббара разом з творами його безпосередніх учнів Абу Рашида ан-Нішапурі (пом. бл. 1024 г.) та Ібн Маттувайха (пом. 1076 р). Знайдені твори стали основним джерелом про вчення мутазилітів.